# Live Promo
Live promo è un EP della band thrash metal tedesca Destruction, pubblicato nel 2001. Contiene 4 brani registrati durante il tour mondiale del 2000.

## Tracce
1. Tears of Blood
2. Total Desaster
3. Mad Butcher
4. The Butcher Strikes Back